# Studios de Twickenham
Les studios de Twickenham,, (anglais : Twickenham Film Studios) sont des studios de cinéma et de télévision britanniques situé à Twickenham près de Londres. 

## Historique
Le studio est fondé en 1913 par Dr. Ralph Jupp sur l'emplacement d'une ancienne patinoire.

## Films tournés au studio
- 1970 : Let It Be de Michael Lindsay-Hogg
- 1979 : Dracula de John Badham
- 1985 : La Forêt d'émeraude (The Emerald Forest) de John Boorman
- 2004 : Layer Cake de Matthew Vaughn